# Storonevîci, Starîi Sambir
Storonevîci (în ucraineană Стороневичі) este un sat în comuna Mijeneț din raionul Starîi Sambir, regiunea Liov, Ucraina.

## Demografie
Componența lingvistică a localității Storonevîci
     Ucraineană (98,02%)
     Alte limbi (0,99%)
Conform recensământului din 2001, majoritatea populației localității Storonevîci era vorbitoare de ucraineană (98,02%), existând în minoritate și vorbitori de alte limbi.